# 布里奇波特 (內布拉斯加州)
布里奇波特（英語：Bridgeport）是一個位於美國內布拉斯加州莫勒爾縣的城市。根據2010年美國人口普查，該地共人口1545人，而該地的面積約為2.98平方千米。同時該地也是莫勒爾縣的縣治。

## 地理
布里奇波特的座標為41°40′04″N 103°05′56″W / 41.66778°N 103.09889°W，而該地的平均海拔高度為1117米（即3665英尺）。